# アズキナシ
アズキナシ（小豆梨、学名: Aria alnifolia）はバラ科アズキナシ属の落葉高木。山地に生える。別名にカタスギ、ハカリノメ（秤の目）。同科のナナカマド属に含められる場合もある。

## 名称
和名アズキナシの由来は、一説には果実が小さくアズキ（小豆）大ほどの大きさであること、表面にはナシのような白色の皮目があるところから来ている。あるいは、実の形がアズキによく似ていて、花がナシの花に似ているところからきているという説もある。
別名のハカリノメは、若い枝に秤の目盛りのような皮目があることに由来する。その他の別名に、オオバアズキナシ、シラゲアズキナシ、ハカリノメ、マルバアズキナシなどがある。ハカリノメの名は、この樹の若枝が、帯紫色地に小さな白い斑点（皮目）が散らばっている様子からきている。地方によっては、カマツカ、シロブナ、ヤマナシなどの名もある。林業上ではカタスギという名でもよばれている。

## 分布と生育環境
日本では、北海道、本州、四国、九州に分布し、低山地の乾燥した尾根筋などに生育する。北海道では平野から山地までの全域、本州以南では山地に限られる。世界では、千島、朝鮮、中国東北部、ウスリー地方に分布し、こうした地域では低地の平野でも見られる。山野ではまばらに自生し、まとまった林はつくらないのは、野鳥が果実を食べて運ばれて、糞と一緒に種子が散布されるからだと考えられている。

## 形態・生態
落葉広葉樹の中高木。樹高は18 - 20メートル (m) 、幹径は70センチメートル (cm) ほどに達する。樹皮は灰黒褐色でざらつき、老木では縦に細長い裂け目が入る。若い枝は紫黒色で、小斑点状の白色の皮目があり、ほぼ無毛だが、枝先の冬芽付近に毛が残ることがある。短枝もよくできる。
葉は単葉で互生し、葉身は卵形または倒卵形で、長さ5 - 10センチメートル (cm) 、幅3 - 7 cm、先端は短くとがり、基部は円形になる。葉縁にはやや粗い重鋸歯がある。葉の裏面に突出する側脈が目立ち、8 - 10対あり、ほぼ直線状に斜上し縁に達する。また葉裏の主脈上には軟毛がある。葉柄は長さ1 - 2 cmあり、赤みを帯び、軟毛が生える。秋には紅葉し、黄色から橙色に色づき、条件がよいと赤みを帯びるが、褐色になるのが早い。
花期は5 - 6月。新しい枝先に複散房花序を出して、直径1.3 - 1.6センチメートル (cm) の白色の花を5 - 20個つける。花柄は長さ1 - 1.5 cmある。萼片は長さ2 - 3ミリメートル (mm) 、花弁は円形で平開し、5枚つく。雄蕊は20個、花柱は2個あり心皮は合着する。全体としてナシの花に似ていて、直径はやや小さい。
果期は10月ごろ。果実はまばらで細い柄につく。ナシ状果で、長さ8 - 10 mm、幅6 - 8 mmの楕円形になり、赤く熟す。実は球形よりは楕円形のものが多く、初めは明るい赤色で、のちに小豆色になる。頂部には萼筒の頂部が落ちた痕が円く目立つ。実は野鳥の餌となり、冬を越して春先まで枝に残っていることが多い。実の中には種子がふつう4個入っており、長さ5 - 6 mm、幅2 - 3 mmの半球形になる。
冬芽は長卵形で紅紫褐色をしており、4-6枚の芽鱗に包まれている。枝先に頂芽、枝には側芽が互生し、頂芽は側芽より大きい。葉痕は突き出した半円形や三日月形で、維管束痕が3個付き、葉痕の下部が紅紫色のときもある。
- 幹の樹皮
- 花弁は平開し、花柱は2個ある。
- 開花時の梢

## 利用
植栽樹として庭木に利用される。春の白い花、秋の紅葉などが楽しめ樹種で、葉が小さくてかわいらしく、繊細で涼しげな雰囲気をもち、生長が遅いことから人気がある。日なたから半日陰地で育てるが、西日を嫌う性質があるため、東南方向の庭の植栽に適している。栽培する土壌の質は、適度な湿度を持った砂土から砂壌土にして、根を深く張る。植栽適期は、11月 - 1月とされる。寒冷地向きの樹木で、剪定は12 - 2月とされているが、寒冷地向きの樹木であることから、風通しを良くする程度に枝葉を間引く。
材はかたくて有用になり、建築材や家具材、靴型、ろくろ材などに使われた。また、樹皮からは染料を取る。

## 近縁種
フギレアズキナシ Micromeles alnifolia var. lobulata
本州以南から九州の対馬まで分布。葉の縁が浅く裂けている。
オクシモアズキナシ Sorbus alnifolia var. submollis
葉の下面に軟毛が密生する。アズキナシとは分類が異なるナナカマド属に分類される。
オオバアズキナシ Sorbus alnifolia f. macrophylla
朝鮮半島に分布し、葉が特に大きい。（アズキナシ Micromeles alnifolia のシノニム）
マルバアズキナシ Sorbus alnifolia f. tiliifollia
実がやや大形。（アズキナシ Micromeles alnifolia のシノニム）